# 浙江马鞍树
浙江马鞍树（学名：Maackia chekiangensis）为豆科马鞍树属下的一个种。

## 扩展阅读
- 維基物種上的相關：浙江马鞍树